# Centenário Futebol Clube
Centenário Futebol Clube é uma agremiação esportiva da cidade de Vitória, Espírito Santo. Sua sede social está localizada na Praia do Canto. Seu departamento de futebol encontra-se inativo.

## História
Fundado no dia 6 de janeiro de 1929, o Centenário disputou o Campeonato Capixaba em quatro oportunidades, de 1937 à 1940. Desde sua fundação, o clube possui sede no bairro Praia do Canto. Até 1939 as cores do clube eram vermelho, verde e branco, ano que o clube deixou de ser tricolor para se tornar alviverde.

## Clássicos
Seu maior rival era o Recreio Futebol Clube, clube do bairro Praia do Suá. O confronto entre as duas equipes era chamado de o Clássico da Praia. O clássico foi disputado pela última vez em 1958.

## Títulos
- Campeonato Capixaba - Série B: 1936